# SafeSearch
SafeSearch és una funció en el Cercador de Google i Google Imatges que actua com un filtre automatitzat contra contingut pornogràfic o potencialment ofensiu i inapropiat.
L'11 de novembre de 2009, Google va introduir la possibilitat que els usuaris amb comptes de Google bloquegin el nivell SafeSearch en les cerques web i d'imatges de Google. Una vegada configurat, cal una contrasenya per a canviar la configuració. El 12 de desembre de 2012, Google va eliminar l'opció de desactivar el filtre per complet, i ara cal que els usuaris ingressin consultes de cerca més específiques per a accedir a contingut per a adults. SafeSearch és utilitzat sovint en les computadores dels centres educatius per a evitar que els estudiants accedeixin a contingut pornogràfic.

## Eficàcia
Un informe del Berkman Center for Internet & Society de la Facultat de Dret d'Harvard va indicar que SafeSearch va excloure molts llocs web innocus de les llistes de resultats de cerca, inclosos els creats per la Casa Blanca, IBM, l'Associació Estatunidenca de Biblioteques i Liz Claiborne. D'altra banda, moltes imatges pornogràfiques passen pel filtre, fins i tot quan s'ingressen termes de cerca "innocents". La inclusió de certs termes de cerca en una llista negra es veu obstaculitzada per homògrafs (per exemple, «castor»), l'addició de certes URL en la llista negra es torna inservible a causa de les direccions canviants dels llocs pornogràfics, i el programari per a etiquetar imatges amb grans quantitats de tons de pell com a contingut pornogràfic és problemàtic perquè detecta massa falsos positius.